# Charles Dickens
Charles John Huffam Dickens (7. února 1812, Portsmouth – 9. června 1870, Higham) byl britský spisovatel, publicista a novinář. Je považován za jednoho z největších romanopisců 19. století. Mezi jeho nejznámější díla patří Nadějné vyhlídky, Malá Dorritka, David Copperfield, Ponurý dům, Oliver Twist, Vánoční koleda nebo Kronika Pickwickova klubu. Vzhledem ke svým trpkým osobním zkušenostem z mládí se velmi často ve svých dílech zabýval sociálními otázkami. 

## Život

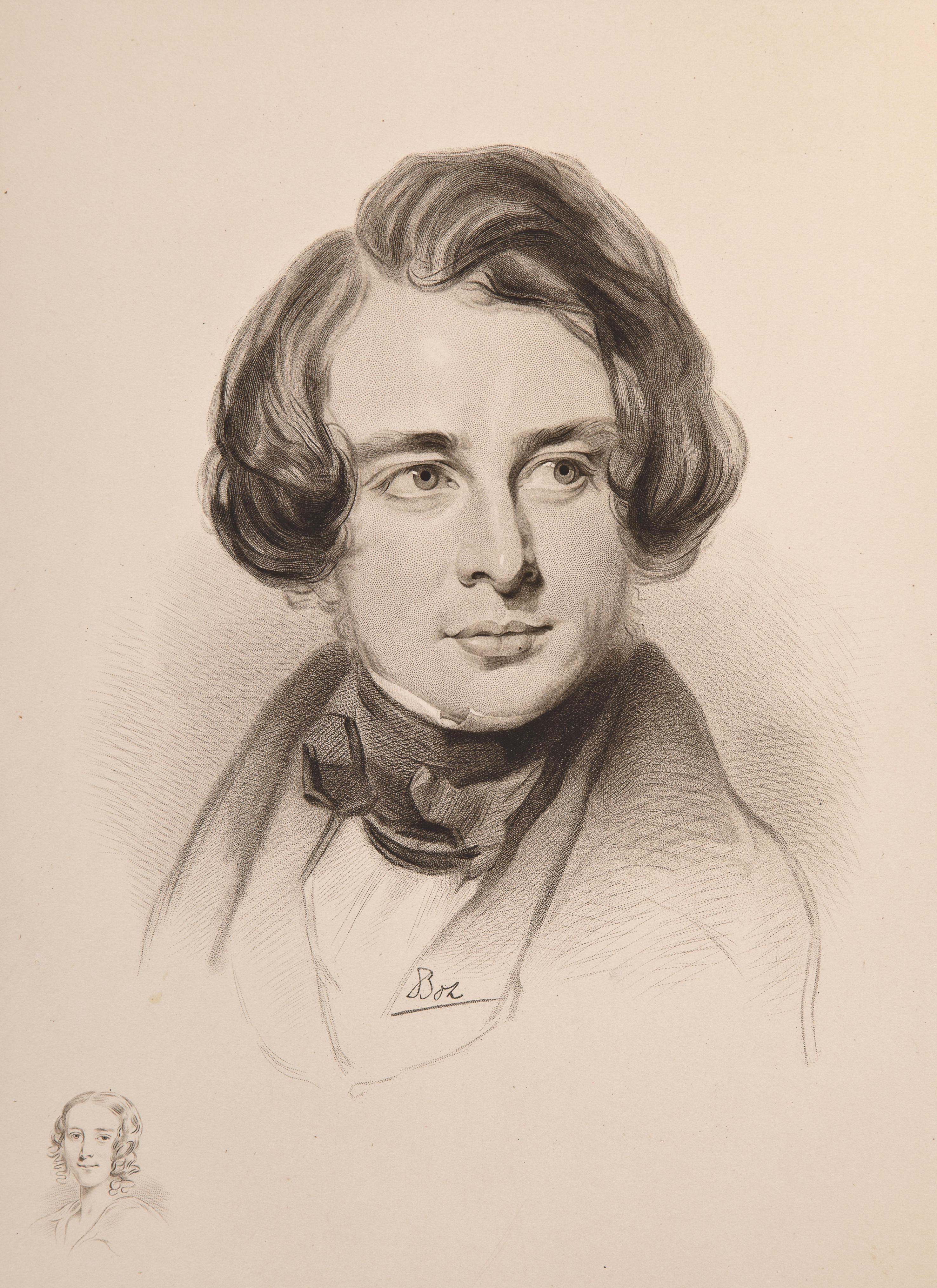
Charles Dickens, skica z roku 1842

### Dětství
Narodil se jako druhé z osmi dětí Elisabeth a Johna Dickensových v Landportu na ostrově Portsea, dnešním centru města Portsmouth. První roky života prožil v přímořské oblasti hrabství Kent, kde otec pracoval jako úředník námořní společnosti.  Dostalo se mu soukromého vzdělání, hodně četl a volný čas trávil venku ve zdravém prostředí. Už ve svých devíti letech napsal  tragédii Misnar, indický sultán (Misnar, the Sultan of India) pro domácí loutkové divadlo.  Idylické dětství skončilo po přestěhování rodiny do Londýna, kde se jeho otec ocitl v roce 1824 ve vězení pro dlužníky. Matka zůstala sama s pěti dětmi a Charles Dickens si musel sám vydělávat na živobytí. Jako dvanáctiletý chlapec pracoval šest měsíců v továrně na leštidla na boty. Deset hodin denně lepil štítky na krabičky s leštidlem. Tato zkušenost mu zůstala v paměti celý život jako traumatizující zážitek. Ovlivnila jeho literární tvorbu a stala se základem jeho zájmu o reformu sociálně-ekonomických a pracovních podmínek dělníků.
Několik měsíců po uvěznění otec získal malé dědictví a po zaplacení dluhů byl propuštěn. Charles se mohl vrátit do školy. V roce 1827 byla rodina z dalšího bytu vystěhována pro neplacení nájemného a Charles musel definitivně zanechat studií. V patnácti letech se stal poslíčkem v advokátní kanceláři. Později, když zvládl těsnopis, pracoval jako písař. (Díky těsnopisu si upravil vlastní písmo, které bylo pro ostatní většinou nečitelné.) Volného času užíval ke studiu v knihovně Britského muzea. Koncem roku 1828 z kanceláře odešel, aby se stal reportérem na volné noze. Další čtyři roky psal reportáže ze soudních síní. ‎V roce 1830 se Dickens setkal se svou první láskou Marií Beadnellovou, dcerou bankéře. Mariini rodiče nesouhlasili s námluvami a ukončili vztah tím, že ji poslali do školy v Paříži. Dickens byl z rozchodu nešťastný a Marie se stala předobrazem několika postav v jeho románech (např. Dora v Davidu Copperfieldovi).

### Novinář a spisovatel

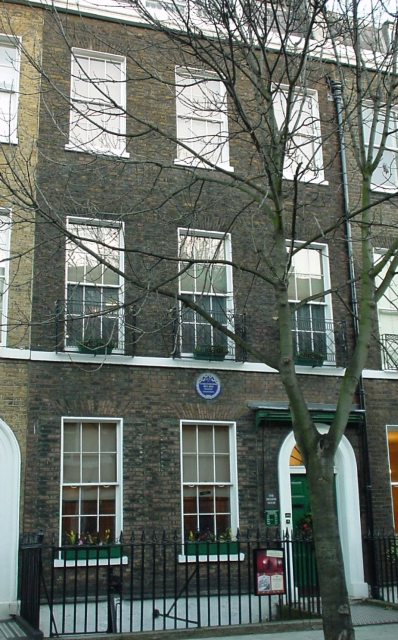
Muzeum Charlese Dickense v Londýně

Od svých dvaceti let působil v listu Morning Chronicle, stal se parlamentním zpravodajem. Pracoval jako politický novinář, informoval o ‎‎parlamentních‎‎ debatách a cestoval po celé Británii, aby informoval o volebních kampaních. Svou literární dráhu zahájil roku 1833 drobnými časopiseckými črtami a povídkami, vydávanými pod pseudonymem Boz, v nichž zachycoval londýnské prostředí a postavy i z nižších společenských vrstev. Tyto jeho práce plné humoru a vtipu si čtenáři oblíbili natolik, že se rozhodl pustit se do větších prací. Když roku 1836 své črty vydal knižně, dostal od nakladatele objednávku na Kroniku Pickwickova klubu. Bylo to jeho první rozsáhlé dílo a proslavilo jej. V témže roce se Dickens oženil s Catherine Hogarthovou, dcerou svého přítele George Hogartha, se kterou měl deset dětí.  Rodina žila v domě na Doughty Street 48,  kde je dnes muzeum Charlese Dickense.  Dva roky, které Dickens v domě strávil, byly mimořádně produktivní, protože zde dokončil Kroniku Pickwickova klubu, napsal  romány Oliver Twist  a Mikuláš  Nickleby a pracoval na historickém románu  Barnabáš Rudge. 

### Literární sláva
Z nuzných poměrů se Dickens díky své houževnatosti a vytrvalosti vypracoval na skutečnou hvězdu literárního nebe. Byl slavný nejen v Evropě ale i v USA, které navštívil roku 1842 a podruhé roku 1867. V Anglii i v USA pořádal turné, na kterých předčítal svá díla.

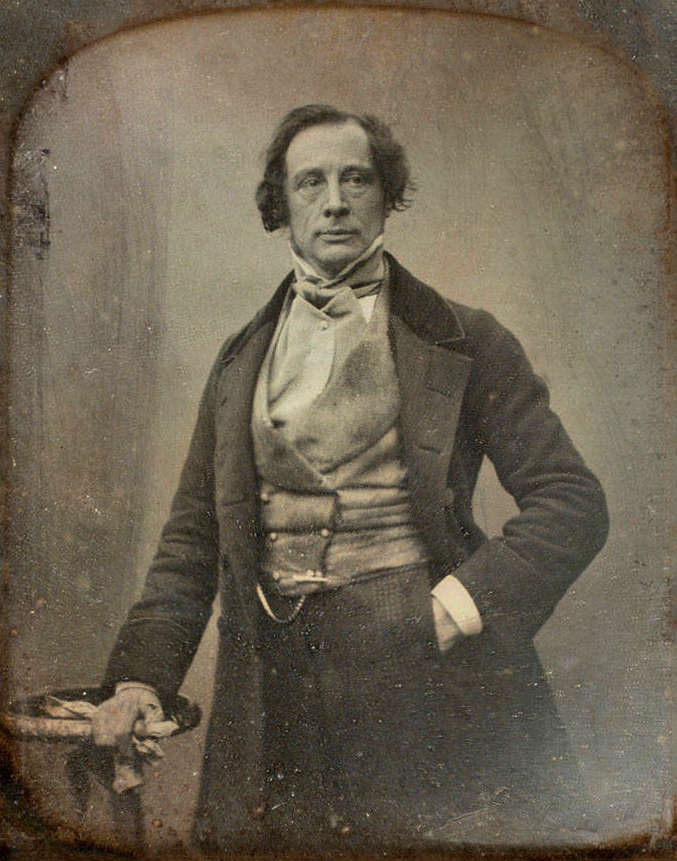
Charles Dickens, daguerrotypie, 1852

Byl velmi pracovitý. V letech 1836–1866 vycházely jeho romány nejprve na pokračování v sešitech a teprve potom byly vydány jako kniha. V 50. letech vydával svůj vlastní časopis, vyjadřoval se ke společenským i politickým událostem své doby, jako známý filantrop přispíval na různé dobročinné účely. Zapojil se do projektu pomoci ženám, které se ocitly na okraji společnosti.  Založil dům se jménem Urania Cottage v západní části Londýna, v němž jim bylo poskytnuto vzdělání a ubytování. Z rozhovorů o jejich osudech čerpal pro svou literární práci. Financoval nemocnici pro chudé děti, pořádal sbírky, které umožnily její rozšíření.
V roce 1856 si koupil dům Gad Hill Place v Highamu nedaleko Rochesteru.  Zabýval se amatérským divadlem a úzce spolupracoval se spisovatelem a dramatikem ‎‎Wilkiem Collinsem‎‎. Při inscenování jedné z jeho her se Dickens v roce 1857 zamiloval do mladé herečky Ellen Ternanové a tento silný cit změnil jeho soukromý život. V následujícím roce se rozešel se svou manželkou, ale charakter vztahu s Ternanovou zůstává dodnes nevyjasněn. V roce 1860 Dickens spálil veškerou osobní korespondenci a Ternanová zničila všechny jeho dopisy. Vztah k mladé herečce trval až do Dickensovy smrti, pamatoval na ni i ve své závěti.

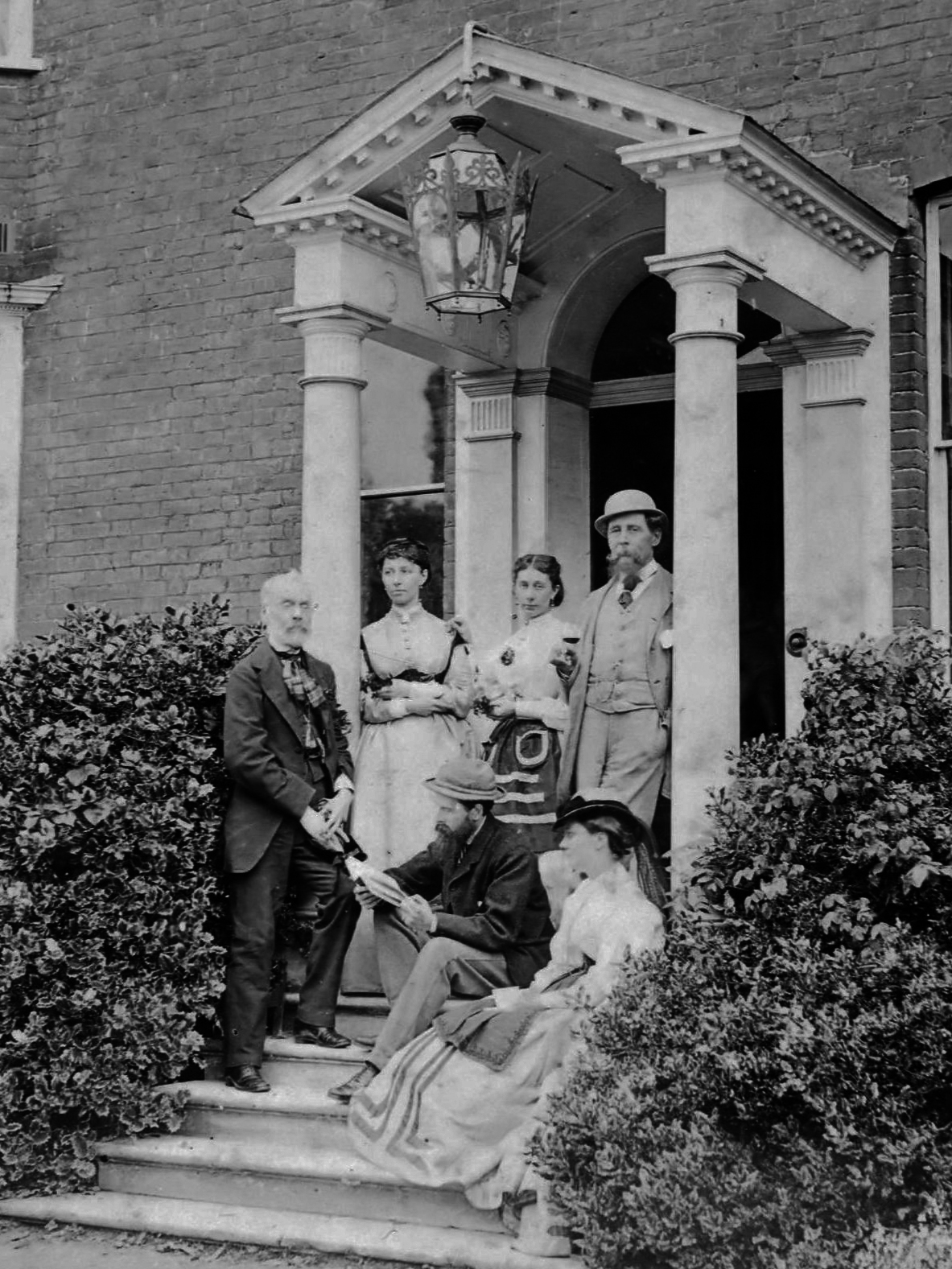
Dickens (stojící vpravo) se svou rodinou a přáteli v Gad's Hill Place (1862)

Po rozchodu s manželkou‎‎ podnikl Dickens řadu nesmírně populárních a výdělečných čtenářských turné, která spolu s jeho žurnalistikou měla absorbovat většinu jeho tvůrčí energie pro příští desetiletí, ve kterém napsal jen dva další romány (Příběh dvou měst a Nadějné vyhlídky).‎‎ Jeho turné v prvním čtení, které trvalo od dubna 1858 do února 1859, se skládalo ze 129 vystoupení ve 49 městech po celé Anglii, Skotsku a Irsku.

Při návratu z Paříže v roce 1865 byl účastníkem ‎‎železničního neštěstí ve Staplehurstu‎‎ v Kentu, při kterém se sedm vagonů zřítilo z mostu do řeky. Vagon 1. třídy, v němž Dickens cestoval, se jako jediný udržel na trati. Dickens pomáhal zraněným a zachránil několik životů. Zkušenosti z havárie využil později pro svůj příběh Hlídač.

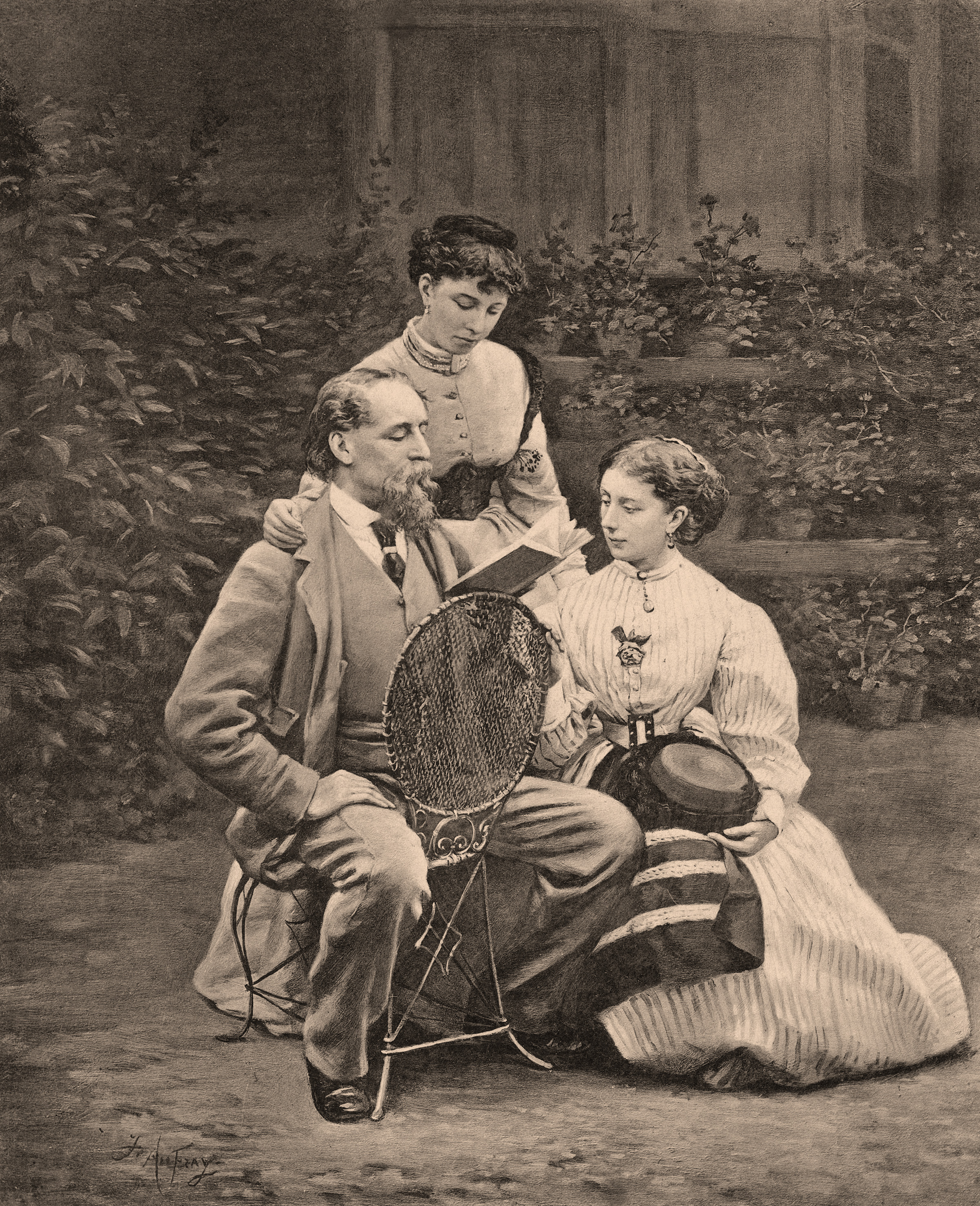
Charles Dickens se svými dcerami, asi 1869

V roce 1866 absolvoval řadu veřejných čtení v Anglii a Skotsku, další v následujícím roce v Anglii a Irsku. V listopadu 1867 vyplul na své druhé čtenářské turné do Spojených států. Náročný program, v němž absolvoval 76 čtení během 4 měsíců se projevil na zhoršení zdravotního stavu. Od návratu do Anglie v dubnu 1868 se Dickens necítil dobře. Ztrácel paměť a měl první příznaky mrtvice. Přesto uspořádal sérii čtení na rozloučenou v Anglii, Skotsku a Irsku, která začala 6. října 1868. Naposledy předčítal 15. března 1870 v ‎‎St. James's Hall‎‎ v Londýně.
‎8. června 1870 utrpěl Dickens další mrtvici ve svém domě Gads Hill Place v Highamu po celodenní práci na románu Záhada ‎‎Edwina Drooda. Zemřel následujícího dne, aniž nabyl vědomí. Je pohřben v koutě básníků Westminsterského opatství v Londýně.

## Zajímavosti
Dickens se také živě zajímal o soudobou vědu a zejména pak o geologii a paleontologii.
Byl velkým milovníkem zvířat a ptáků. Měl krkavce jménem Grip, který pobýval v jeho blízkosti a když uhynul, Dickens ho nechal vypreparovat a vystavit ve své pracovně. Psal o něm v románu Barnabáš Rudge. Dále měl dva další ptáky, havrana a orla. Kromě toho měl koně jménem Duke, psa jménem Linda a kocoura Boba.
V roce 2013 natočil anglický herec a režisér Ralph Fiennes o Dickensovi životopisný film Vášeň mezi řádky.

## Dílo
Dickens je nejvýznamnějším a nejpopulárnějším představitelem viktoriánského románu a jedním z největších realistických autorů první poloviny 19. století. V mnohých svých knihách uplatnil zkušenosti ze svého dětství a jeho celoživotním tématem se tak stal tragický osud chudých dětí. Jeho romány mají promyšlenou stavbu a Dickens se v nich nevyhýbal ani policejním a kriminálním námětům. Byl mistrem dějových zápletek, výstižných osobních charakteristik a usiloval i o citovou působivost.
- Bozovy črty (1836, Sketches by Boz), knižní vydání autorových prací napsaných pod pseudonymem Boz.
- Kronika Pickwickova klubu (1837, The Posthumous Papers of the Pickwick Club), humoristický román, který vznikl ze série povídek, vydávaných v časopisech. Jedná se o vyprávění příhod z cest, jejichž hlavními postavami jsou pan Samuel Pickwick (ve volném překladu Silvestr Papučka) a jeho sluha Sam Weller (ve volném překladu Véna Příhoda).
- Oliver Twist (1837–1839, The Adventures of Oliver Twist), román, neradostný příběh chudého chlapce žijícího v chudobinci, kterého chce zlodějská banda zneužít pro své loupeže. Autor v knize líčí s otřesnou otevřeností těžké sociální poměry londýnské chudiny a spodiny své doby.
- Črty o mladých pánech (1838, Sketches of Young Gentlemen).
- Mikuláš Nickleby (1838–1839, The Life and Adventures of Nicholas Nickleby), román líčící osudy Mikuláše Nicklebyho a jeho rodiny, která po otcově smrti hledá pomoc u strýce v Londýně. Ten však o chudé příbuzné nestojí a snaží se jich zbavit.
- Starožitníkův krám (1841, The Old Curiosity Shop), román o osudu starého majitele londýnského obchůdku, který žije jen pro svou vnučku Nell, ale zároveň nedokáže odolat svůdnému vábení hazardu. Půjčuje si proto tajně od zlomyslného lichváře Quilpa a nakonec musí před jeho pronásledováním prchnout i s vnučkou z Londýna.
- Barnabáš Rudge (1841, Barnaby Rudge), historický román z doby protikatolických nepokojů okolo roku 1780.
- Americké poznámky (1842, American Notes), dílo napsané po první návštěvě Ameriky. Autor obdivoval americkou demokracii, ale zároveň viděl její nedostatky a citlivě vystihl kde a jak je americký život v době před občanskou válkou pokřiven.
- Vánoční koleda (1843, A Christmas Carol), jedna z autorových tzv. vánočních povídek vypráví o nelítostném lichváři Ebenezeru Scroogeovi (Vydřigrošovi), kterému se na Štědrý večer zjeví duch bývalého společníka, aby ho varoval před jeho osudem.
- Život a dobrodružství Martina Chuzzlewita (1843–1844, Life And Adventures Of Martin Chuzzlewit), románová satira na nedostatky americké demokracie.
- Zvony novoroční (1845, The Chimes), další z autorových tzv. vánočních povídek.
- Cvrček u krbu (1846, Cricket on the Heart), další z autorových tzv. vánočních povídek.
- Obrázky z Itálie (1846, Pictures from Italy).
- Dombey a syn (1848, Dombey and Son), vrcholný autorův román líčí osudy nelítostného podnikatele Dombeyho a jeho nelidské chování k vlastním dětem. Dombey je majitel obchodní firmy, který obětuje všechny své lidské emoce a ohledy jedinému přání – mít dědice, syna. V malém Pavlíčkovi se snaží potlačit všechno lidské, aby obstál v tvrdé konkurenci a udržel jméno firmy. Ani synova předčasná smrt v něm neprobudí lidské city. Znovu se ožení, ale žena mu uteče s ředitelem jeho firmy. O ožebračeného Dombeyho se nakonec stará zavrhovaná dcera Florence.
- David Copperfield (1849), tento román, ve kterém se autor zaměřuje na život malého chlapce a později muže Davida Copperfielda, je vlastně autobiografickým dílem. Je zde zobrazena měšťácká bezohlednost a nenasytnost, ale také lidská dobrosrdečnost.
- Anglické dějiny pro děti (1851–1853, A Child's History of England).
- Ponurý dům (1853, Bleak House), děj románu se rozvíjí kolem složitého dědického procesu, projednávaného dlouhá léta před londýnským kancléřským soudem, byrokratickou a parazitní právní institucí, jež drtí fyzicky i psychicky všechny, kdo jsou vtaženi do soukolí její absurdní spravedlnosti.
- Zlé časy (1854, Hard Times), sociální román, v němž autor ztvárňuje události spjaté s tehdejším dělnickým hnutím v Anglii a zaujímá stanovisko znepokojeného kritika a sociálního reformátora. Dílo představuje románovou studii rozvoje průmyslu autorovy epochy, a to především z hlediska lidských hodnot a vztahů.
- Malá Dorritka (1855–1857, Little Dorrit), sociální román, v němž autor ukazuje, že chudoba i bohatství mají na lidskou osobnost stejně rozkladný vliv. Poctivý a čestný člověk nemůže v soudobé společnosti vyniknout, nemůže uplatnit své nadání a schopnosti, neboť většinu energie spotřebuje k boji o udržení holé existence.
- Příběh dvou měst (1859, A Tale of Two Cities), historický román z období Velké francouzské revoluce. Toto dílo je uváděno jako největší bestseller všech dob.[15][16]
- Nadějné vyhlídky (1861, Great Expectations), román o chudém chlapci Pipovi, kterému vděčnost galejníka přinese velké naděje do života a kariéry a posléze stejně velké zklamání a vystřízlivění.
- Náš společný přítel (1865, Our Mutual Friend), poslední autorův dokončený román.
- Hlídač (1866, The Signal-Man), povídka – horor ze sbírky Mugby Junction – vánočního čísla časopisu All the Year Round.
  - Zpracováno v Československém rozhlasu v roce 1970 jako rozhlasová hra. Podle překladu Emanuela Tilsche napsal Miroslav Stuchl, Režii měl Alois Kachel hráli Miloslav Holub, Miloš Pavlín, Osvald Albin, Bedřich Kolliner a Zdeněk Hradilák[17]
- Čarovná rybí kostička (1867, The Magic Fishbone), pohádka ze sbírky Holiday Romance (1868).
- Záhada Edwina Drooda (1870, The Mystery of Edwin Drood), nedokončený román s napínavou detektivní zápletkou.

## Výběr v češtině
- Štedrý wečer: wánoční powidka o strašidlech od C. Dickensa (Boza) – zčeštěná od M. Fialky. Praha: Jaroslav Pospíšil, 1846[18]
- Zwony: noworoční powídka o strašidlech – zčeštil M. Fialka. Praha: J. Pospíšil, 1847[19]
- Nikudy ven! – Ch. Dickens a W. Collins; přeložila Dora Hanušová, Praha: Alois Hynek, 1888[20]
- Dvě povídky – přeložil Ivan Schulz. Praha: Spolek pro vydávání laciných knih českých, 1893[21]
- Koleda: vánoční povídka s duchy – přeložil Jan Váňa. Praha: Jan Otto, 1898[22]
- Zvony: strašidelná povídka o zvonech, jež odzváněly starému roku a vítaly nový – přel. Pavla Moudrá. Praha: Josef Pelcl, 1899
- Zlé časy – přeložil A. Hofmeister. Praha: J. Pelcl, 1901[23]
- Tři vánoční povídky – přeložil Karel Mušek. Praha: J. Otto, 1902[24]
- Román dvou měst = [A Tale of Two Cities] – přel. O. S. Vetti. Praha: Grosman a Svoboda, 1903[25]
- Črty – přeložil Jan Hart. Praha: A. Hynek, 1911[26]
- Příběh obchodního cestujícího – in: 1000 nejkrásnějších novel... č. 9, úvod František Sekanina, ze sbírky Klub Pickwicků  přeložil Zdeněk Franta, s. 65–82. Praha: J. R. Vilímek, 1911

- Dickensovo čtení – přeložila B. Šimková. Praha: Jan Laichter, 1912[27]
- Malá Doritka – přeložil Zdeněk Franta; illustroval Josef Kočí. Praha: J. R. Vilímek, 1912[28]
- Dombey a syn – přeložil Karel Weinfurter, ilustroval Josef Kočí. Praha: J. R. Vilímek, 1913[29]
- Krám starožitníkův = (The old curiosity shop) – přeložil K. Weinfurter. Praha: J. R. Vilímek, 1922[30]
- Veliké naděje: román ve dvou dílech – přeložila Pavla Moudrá. Praha: Melantrich, 1925[31]
- Klub Pickwickův – přeložil Ludvík Fisher[32][33]